# Coupe d'Europe féminine des clubs champions de hockey sur glace 2012-2013
Navigation
Édition 2011-2012 Édition 2013-2014
La saison 2012-2013 est la neuvième édition de la Coupe d'Europe féminine des clubs champions de hockey sur glace, organisée par la Fédération internationale de hockey sur glace (IIHF). Elle débute le 5 octobre 2012 et se termine le 24 février 2013.

## Format de la saison
20 équipes venant de 20 pays prennent part à la Coupe d'Europe des clubs champions.
La compétition se divise en trois phases de groupes. Les équipes championnes des pays représentés lors de la finale de l'édition précédente sont exemptées de premier tour.
Chaque groupe est composé de quatre équipes et est organisé par l'une d'entre elles. Il se déroule sous une formule de mini-championnat à rencontre simple. Au premier tour, seul le vainqueur de chaque groupe se qualifie pour le tour suivant. Au deuxième tour, les deux premiers de chaque groupe se qualifient pour le groupe final.
Une victoire dans le temps règlementaire vaut 3 points, une victoire après une prolongation (mort subite) ou une séance de tirs au but 2 points, une défaite après une prolongation ou une séance de tirs au but 1 point, une défaite dans le temps règlementaire 0 point.
Si deux équipes ou plus sont à égalité de points, seules les rencontres opposant les équipes concernées sont pris en compte pour les départager.

## Premier tour
Le premier tour se déroule en octobre 2012.

### Groupe A
Le Groupe A se déroule du 5 au 7 octobre 2012 à Bolzano en Italie.
Tous les horaires sont locaux (UTC+2)
| 5 octobre 2012 | HC Neuilly-sur-Marne | 12-5 (3-0, 4-2, 5-3) | KHL Grič | Palaonda |

| 5 octobre 2012 | Valladolid Panteras | 1-9 (1-4, 0-4, 0-1) | EV Bozen 84 | Palaonda |

| 6 octobre 2012 | HC Neuilly-sur-Marne | 10-1 (1-0, 5-0, 4-1) | Valladolis Panteras | Palaonda |

| 6 octobre 2012 | EV Bozen 84 | 9-1 (2-0, 3-1, 4-0) | KHL Grič | Palaonda |

| 7 octobre 2012 | KHL Grič | 4-3 (TB) (1-1, 2-2, 0-0, 0-0, 1-0) | Valladolid Panteras | Palaonda |

| 7 octobre 2012 | EV Bozen 84 | 4-2 (1-0, 2-1, 1-1) | HC Neuilly-sur-Marne | Palaonda |

| Clt   | Équipe               | PJ | V | VP | D | DP | BP | BC | Pts |
| ----- | -------------------- | -- | - | -- | - | -- | -- | -- | --- |
| +001, | EV Bozen 84          | 3  | 3 | 0  | 0 | 0  | 22 | 4  | 9   |
| +002, | HC Neuilly-sur-Marne | 3  | 2 | 0  | 1 | 0  | 24 | 10 | 6   |
| +003, | KHL Grič             | 3  | 0 | 1  | 0 | 2  | 10 | 24 | 2   |
| +004, | Valladolid Panteras  | 3  | 0 | 0  | 2 | 1  | 5  | 23 | 0   |

- Qualifié pour le deuxième tour

### Groupe B
Le Groupe B se déroule du 19 au 21 octobre 2012 à Maladetchna en Biélorussie.
Tous les horaires sont locaux (UTC+3)
| 19 octobre 2012 | Aisulu Almaty | 12-0 (7-0, 4-0, 1-0) | SC Miercurea-Ciuc | Palais des sports de glace |

| 19 octobre 2012 | Milenyum Paten SK | 0-25 (0-13, 0-3, 0-9) | Pantera Minsk | Palais des sports de glace |

| 20 octobre 2012 | Aisulu Almaty | 7-0 (4-0, 1-0, 2-0) | Milenyum Paten SK | Palais des sports de glace |

| 20 octobre 2012 | Pantera Minsk | 22-0 (8-0, 10-0, 4-0) | SC Miercurea-Ciuc | Palais des sports de glace |

| 21 octobre 2012 | SC Miercurea-Ciuc | 9-2 (2-0, 2-2, 5-0) | Milenyum Paten SK | Palais des sports de glace |

| 21 octobre 2012 | Pantera Minsk | 1-6 (0-3, 1-2, 0-1) | Aisulu Almaty | Palais des sports de glace |

| Clt   | Équipe            | PJ | V | VP | D | DP | BP | BC | Pts |
| ----- | ----------------- | -- | - | -- | - | -- | -- | -- | --- |
| +001, | Aisulu Almaty     | 3  | 3 | 0  | 0 | 0  | 25 | 1  | 9   |
| +002, | Pantera Minsk     | 3  | 2 | 0  | 1 | 0  | 48 | 6  | 6   |
| +003, | SC Miercurea-Ciuc | 3  | 1 | 0  | 2 | 0  | 9  | 36 | 3   |
| +004, | Milenyum Paten SK | 3  | 0 | 0  | 3 | 0  | 2  | 41 | 0   |

- Qualifié pour le deuxième tour

### Groupe C
Le Groupe C se déroule du 20 au 22 octobre 2012 à Örnsköldsvik en Suède.
Tous les horaires sont locaux (UTC+2)
| 20 octobre 2012 | Hvidovre IK | 0-6 (0-1, 0-3, 0-2) | MODO Hockey | Fjällräven Center |

| 20 octobre 2012 | Vålerenga Ishockey | 4-2 (0-2, 1-0, 3-0) | SHK Laima | Fjällräven Center |

| 21 octobre 2012 | SHK Laima | 1-3 (1-0, 0-0, 0-3) | Hvidovre IK | Fjällräven Center |

| 21 octobre 2012 | MODO Hockey | 6-0 (2-0, 3-0, 1-0) | Vålerenga Ishockey | Fjällräven Center |

| 22 octobre 2012 | Vålerenga Ishockey | 2-3 (1-0, 1-2, 0-1) | Hvidovre IK | Fjällräven Center |

| 22 octobre 2012 | MODO Hockey | 8-0 (2-0, 3-0, 3-0) | SHK Laima | Fjällräven Center |

| Clt   | Équipe             | PJ | V | VP | D | DP | BP | BC | Pts |
| ----- | ------------------ | -- | - | -- | - | -- | -- | -- | --- |
| +001, | MODO Hockey        | 3  | 3 | 0  | 0 | 0  | 20 | 0  | 9   |
| +002, | Hvidovre IK        | 3  | 2 | 0  | 1 | 0  | 6  | 9  | 6   |
| +003, | Vålerenga Ishockey | 3  | 1 | 0  | 2 | 0  | 6  | 11 | 3   |
| +004, | SHK Laima          | 3  | 0 | 0  | 3 | 0  | 3  | 15 | 0   |

- Qualifié pour le deuxième tour

### Groupe D
Le Groupe D se déroule du 19 au 21 octobre 2012 à Vienne en Autriche.
Tous les horaires sont locaux (UTC+2)
| 19 octobre 2012 | HC Slavia Prague | 11-4 (1-0, 5-1, 5-3) | TMH Polonia Bytom | Albert Schultz Eishalle |

| 19 octobre 2012 | EHV Sabres Vienne | 16-1 (6-0, 6-1, 4-0) | HK Poprad | Albert Schultz Eishalle |

| 20 octobre 2012 | HK Poprad | 4-1 (2-1, 1-0, 1-0) | TMH Polonia Bytom | Albert Schultz Eishalle |

| 20 octobre 2012 | EHV Sabres Vienne | 0-2 (0-1, 0-0, 0-1) | HC Slavia Prague | Albert Schultz Eishalle |

| 21 octobre 2012 | HC Slavia Prague | 4-0 (2-0, 0-0, 2-0) | HK Poprad | Albert Schultz Eishalle |

| 21 octobre 2012 | TMH Polonia Bytom | 0-15 (0-6, 0-3, 0-6) | EHV Sabres Vienne | Albert Schultz Eishalle |

| Clt   | Équipe            | PJ | V | VP | D | DP | BP | BC | Pts |
| ----- | ----------------- | -- | - | -- | - | -- | -- | -- | --- |
| +001, | HC Slavia Prague  | 3  | 3 | 0  | 0 | 0  | 17 | 4  | 9   |
| +002, | EHV Sabres Vienne | 3  | 2 | 0  | 1 | 0  | 31 | 3  | 6   |
| +003, | HK Poprad         | 3  | 1 | 0  | 2 | 1  | 5  | 21 | 3   |
| +004, | TMH Polonia Bytom | 3  | 0 | 0  | 3 | 0  | 5  | 30 | 0   |

- Qualifié pour le deuxième tour

## Deuxième tour

### Groupe E
Le Groupe E se déroule à Dornbirn en Autriche.
Tous les horaires sont locaux (UTC+1)
| 7 décembre 2012 | EV Bozen 84 | 0-10 (0-3, 0-3, 0-4) | MODO Hockey | Messestadion |

| Feuille de match | Feuille de match | Feuille de match | Feuille de match | Feuille de match |
| ---------------- | ---------------- | ---------------- | ---------------- | ---------------- |
|                  |                  |                  |                  |                  |
|                  |                  |                  |                  |                  |
|                  |                  |                  |                  |                  |
|                  |                  |                  |                  |                  |

| 7 décembre 2012 | ZSC Lions | 4-1 (0-0, 3-1, 1-0) | ESC Planegg | Messestadion |

| Feuille de match | Feuille de match | Feuille de match | Feuille de match | Feuille de match |
| ---------------- | ---------------- | ---------------- | ---------------- | ---------------- |
|                  |                  |                  |                  |                  |
|                  |                  |                  |                  |                  |
|                  |                  |                  |                  |                  |
|                  |                  |                  |                  |                  |

| 8 décembre 2012 | ESC Planegg | 12-1 (6-1, 5-0, 1-0) | EV Bozen 84 | Messestadion |

| Feuille de match | Feuille de match | Feuille de match | Feuille de match | Feuille de match |
| ---------------- | ---------------- | ---------------- | ---------------- | ---------------- |
|                  |                  |                  |                  |                  |
|                  |                  |                  |                  |                  |
|                  |                  |                  |                  |                  |
|                  |                  |                  |                  |                  |

| 8 décembre 2012 | MODO Hockey | 3-2 (1-1, 0-1, 2-0) | ZSC Lions | Messestadion |

| Feuille de match | Feuille de match | Feuille de match | Feuille de match | Feuille de match |
| ---------------- | ---------------- | ---------------- | ---------------- | ---------------- |
|                  |                  |                  |                  |                  |
|                  |                  |                  |                  |                  |
|                  |                  |                  |                  |                  |
|                  |                  |                  |                  |                  |

| 9 décembre 2012 | ESC Planegg | 3-8 (1-2, 0-4, 2-2) | MODO Hockey | Messestadion |

| Feuille de match | Feuille de match | Feuille de match | Feuille de match | Feuille de match |
| ---------------- | ---------------- | ---------------- | ---------------- | ---------------- |
|                  |                  |                  |                  |                  |
|                  |                  |                  |                  |                  |
|                  |                  |                  |                  |                  |
|                  |                  |                  |                  |                  |

| 9 décembre 2012 | ZSC Lions | 8-0 (5-0, 3-0, 0-0) | EV Bozen 84 | Messestadion |

| Feuille de match | Feuille de match | Feuille de match | Feuille de match | Feuille de match |
| ---------------- | ---------------- | ---------------- | ---------------- | ---------------- |
|                  |                  |                  |                  |                  |
|                  |                  |                  |                  |                  |
|                  |                  |                  |                  |                  |
|                  |                  |                  |                  |                  |

| Clt   | Équipe      | PJ | V | VP | D | DP | BP | BC | Pts |
| ----- | ----------- | -- | - | -- | - | -- | -- | -- | --- |
| +001, | MODO Hockey | 3  | 3 | 0  | 0 | 0  | 21 | 5  | 9   |
| +002, | ZSC Lions   | 3  | 2 | 0  | 1 | 0  | 14 | 4  | 6   |
| +003, | ESC Planegg | 3  | 1 | 0  | 2 | 0  | 16 | 13 | 3   |
| +004, | EV Bozen 84 | 3  | 0 | 0  | 3 | 0  | 1  | 30 | 0   |

- Qualifié pour la Super Finale

### Groupe F
Le Groupe F se déroule à Oulu en Finlande.
Tous les horaires sont locaux (UTC+2)
| 7 décembre 2012 | HK Tornado | 6-1 (2-0, 2-0, 2-1) | Aisulu Almaty | Oulun Energia Areena |

| 7 décembre 2012 | Kärpät Oulu | 3-0 (3-0, 0-0, 0-0) | HC Slavia Prague | Oulun Energia Areena |

| 8 décembre 2012 | Aisulu Almaty | 2-0 (0-0, 1-0, 1-0) | HC Slavia Prague | Oulun Energia Areena |

| 8 décembre 2012 | Kärpät Oulu | 1-4 (0-1, 0-1, 1-2) | HK Tornado | Oulun Energia Areena |

| 9 décembre 2012 | HK Tornado | 7-2 (1-0, 3-1, 3-1) | HC Slavia Prague | Oulun Energia Areena |

| 9 décembre 2012 | Aisulu Almaty | 3-4 (1-1, 1-1, 1-2) | Kärpät Oulu | Oulun Energia Areena |

| Clt   | Équipe           | PJ | V | VP | D | DP | BP | BC | Pts |
| ----- | ---------------- | -- | - | -- | - | -- | -- | -- | --- |
| +001, | HK Tornado       | 3  | 3 | 0  | 0 | 0  | 17 | 4  | 9   |
| +002, | Kärpät Oulu      | 3  | 2 | 0  | 1 | 0  | 8  | 7  | 6   |
| +003, | Aisulu Almaty    | 3  | 1 | 0  | 2 | 0  | 6  | 10 | 3   |
| +004, | HC Slavia Prague | 3  | 0 | 0  | 3 | 0  | 2  | 12 | 0   |

- Qualifié pour la Super Finale

## Super Finale
La Super Finale se déroule du 22 au 24 février 2013 à Oulu en Finlande.
Tous les horaires sont locaux (UTC+2)
| 22 février 2013 | HK Tornado | 3-2 (pr) (1-0, 1-0, 0-2, 1-0) | ZSC Lions | Oulun Energia Areena |

| Feuille de match | Feuille de match | Feuille de match | Feuille de match | Feuille de match |
| ---------------- | ---------------- | ---------------- | ---------------- | ---------------- |
|                  |                  |                  |                  |                  |
|                  |                  |                  |                  |                  |
|                  |                  |                  |                  |                  |
|                  |                  |                  |                  |                  |

| 22 février 2013 | Kärpät Oulu | 2-5 (0-2, 0-2, 2-1) | MODO Hockey | Oulun Energia Areena |

| Feuille de match | Feuille de match | Feuille de match | Feuille de match | Feuille de match |
| ---------------- | ---------------- | ---------------- | ---------------- | ---------------- |
|                  |                  |                  |                  |                  |
|                  |                  |                  |                  |                  |
|                  |                  |                  |                  |                  |
|                  |                  |                  |                  |                  |

| 23 février 2013 | HK Tornado | 5-0 (1-0, 2-0, 2-0) | MODO Hockey | Oulun Energia Areena |

| Feuille de match | Feuille de match | Feuille de match | Feuille de match | Feuille de match |
| ---------------- | ---------------- | ---------------- | ---------------- | ---------------- |
|                  |                  |                  |                  |                  |
|                  |                  |                  |                  |                  |
|                  |                  |                  |                  |                  |
|                  |                  |                  |                  |                  |

| 23 février 2013 | ZSC Lions | 2-3 (0-0, 1-1, 1-2) | Kärpät Oulu | Oulun Energia Areena |

| Feuille de match | Feuille de match | Feuille de match | Feuille de match | Feuille de match |
| ---------------- | ---------------- | ---------------- | ---------------- | ---------------- |
|                  |                  |                  |                  |                  |
|                  |                  |                  |                  |                  |
|                  |                  |                  |                  |                  |
|                  |                  |                  |                  |                  |

| 24 février 2013 | MODO Hockey | 3-1 (1-0, 1-0, 1-1) | ZSC Lions | Oulun Energia Areena |

| Feuille de match | Feuille de match | Feuille de match | Feuille de match | Feuille de match |
| ---------------- | ---------------- | ---------------- | ---------------- | ---------------- |
|                  |                  |                  |                  |                  |
|                  |                  |                  |                  |                  |
|                  |                  |                  |                  |                  |
|                  |                  |                  |                  |                  |

| 24 février 2013 | Kärpät Oulu | 2-5 (0-1, 1-3, 1-1) | HK Tornado | Oulun Energia Areena |

| Feuille de match | Feuille de match | Feuille de match | Feuille de match | Feuille de match |
| ---------------- | ---------------- | ---------------- | ---------------- | ---------------- |
|                  |                  |                  |                  |                  |
|                  |                  |                  |                  |                  |
|                  |                  |                  |                  |                  |
|                  |                  |                  |                  |                  |

| Clt   | Équipe      | PJ | V | VP | D | DP | BP | BC | Pts |
| ----- | ----------- | -- | - | -- | - | -- | -- | -- | --- |
| +001, | HK Tornado  | 3  | 2 | 1  | 0 | 0  | 13 | 4  | 8   |
| +002, | MODO Hockey | 3  | 2 | 0  | 1 | 0  | 8  | 8  | 6   |
| +003, | Kärpät Oulu | 3  | 1 | 0  | 2 | 0  | 7  | 12 | 3   |
| +004, | ZSC Lions   | 3  | 0 | 0  | 2 | 1  | 5  | 9  | 1   |

- Vainqueur de la Coupe d'Europe féminine des clubs champion de hockey sur glace 2012-2013

### Récompenses individuelles
| Récompense           | Joueuse          | Équipe      |
| -------------------- | ---------------- | ----------- |
| Meilleure gardienne  | Zuzana Tomčíková | HK Tornado  |
| Meilleure défenseure | Malin Sjögren    | MODO Hockey |
| Meilleure attaquante | Anne Helin       | Kärpät Oulu |

### Effectif vainqueur
| Vainqueur de la Coupe d'Europe féminine des clubs champions 2012-13 HK Tornado | Gardiennes de but : Anna Prougova, Zuzana Tomčíková Défenseures : Anna Chtchoukina, Inna Dioubanok, Iekaterina Nikolaïeva, Olga Permiakova, Kristina Petrovskaïa, Zoia Polounina, Svetlana Tkatchiova Attaquantes : Tatiana Bourina, Jana Kapustová, Svetlana Kolmykova, Iekaterina Pashkevich, Marina Serguina, Anna Shokina, Galina Skiba, Iekaterina Smolentseva, Iekaterina Smolina Entraîneur : Alekseï Tchistiakov |